# マット・スクルメタ
マシュー・リーランド・スクルメタ（Matthew Leland "Matt" Skrmetta , 1972年11月6日 - ）は、アメリカ合衆国ミシシッピ州出身の元プロ野球選手（投手）。
現在は、福岡ソフトバンクホークスの駐米スカウトを務めている。

## 来歴・人物
1993年、MLBドラフト26巡目でデトロイト・タイガースに入団。1997年のスプリングトレーニング中にマイク・ダーと共にトレードでサンディエゴ・パドレスに移籍した。2000年、モントリオール・エクスポズに移籍しメジャーデビュー。
2003年、福岡ダイエーホークスに入団。移籍したロドニー・ペドラザの穴を埋める存在を期待され、Max155km/hの速球を武器にシーズン序盤は抑えとして活躍したが、1年で解雇された。
2004年は、エクスポズ傘下でプレー。2005年に東北楽天ゴールデンイーグルスにテスト入団したが、セーブは挙げられないままシーズン途中に解雇された。
2006年は、シカゴ・ホワイトソックス傘下でプレー。2007年は、独立リーグであるアトランティックリーグのペンシルベニア・ロード・ウォーリアーズでプレーした。
2010年5月22日付で、福岡ソフトバンクホークスの駐米スカウトに就任。2019年には、前年のMLBドラフト会議でアトランタ・ブレーブスから1巡目で指名されながら、右手首の故障で入団を辞退していたカーター・スチュワートの獲得に尽力した。スチュワートの実家近くに居住している縁で、スチュワートとは家族ぐるみの付き合いがあって、一時は本人へのコーチも手掛けていたという。

## 詳細情報

### 年度別投手成績
| 年 度    | 球 団    | 登 板 | 先 発 | 完 投 | 完 封 | 無 四 球 | 勝 利 | 敗 戦 | セ 丨 ブ | ホ 丨 ル ド | 勝 率 | 打 者 | 投 球 回 | 被 安 打 | 被 本 塁 打 | 与 四 球 | 敬 遠 | 与 死 球 | 奪 三 振 | 暴 投 | ボ 丨 ク | 失 点 | 自 責 点 | 防 御 率 | W H I P |
| -------- | -------- | ----- | ----- | ----- | ----- | -------- | ----- | ----- | -------- | ----------- | ----- | ----- | -------- | -------- | ----------- | -------- | ----- | -------- | -------- | ----- | -------- | ----- | -------- | -------- | ------- |
| 2000     | MON      | 6     | 0     | 0     | 0     | 0        | 0     | 0     | 0        | 0           | ----  | 29    | 5.1      | 6        | 1           | 6        | 0     | 0        | 4        | 1     | 0        | 10    | 9        | 15.19    | 2.25    |
| 2000     | PIT      | 8     | 0     | 0     | 0     | 0        | 2     | 2     | 0        | 0           | .500  | 44    | 9.1      | 13       | 2           | 3        | 0     | 1        | 7        | 1     | 0        | 12    | 10       | 9.64     | 1.71    |
| '00計    | PIT      | 14    | 0     | 0     | 0     | 0        | 2     | 2     | 0        | 0           | .500  | 73    | 14.2     | 19       | 3           | 9        | 0     | 1        | 11       | 2     | 0        | 22    | 19       | 11.66    | 1.91    |
| 2003     | ダイエー | 18    | 0     | 0     | 0     | 0        | 1     | 1     | 11       | --          | .500  | 74    | 16.1     | 21       | 4           | 6        | 0     | 0        | 12       | 0     | 0        | 7     | 7        | 3.86     | 1.65    |
| 2005     | 楽天     | 5     | 0     | 0     | 0     | 0        | 1     | 0     | 0        | 0           | 1.000 | 34    | 7.1      | 7        | 2           | 4        | 0     | 0        | 6        | 0     | 0        | 7     | 5        | 6.14     | 1.50    |
| MLB：1年 | MLB：1年 | 14    | 0     | 0     | 0     | 0        | 2     | 2     | 0        | 0           | .500  | 73    | 14.2     | 19       | 3           | 9        | 0     | 1        | 11       | 2     | 0        | 22    | 19       | 11.66    | 1.91    |
| NPB：2年 | NPB：2年 | 23    | 0     | 0     | 0     | 0        | 2     | 1     | 11       | 0           | .667  | 108   | 23.2     | 28       | 6           | 10       | 0     | 0        | 18       | 0     | 0        | 14    | 12       | 4.56     | 1.61    |

### 記録
NPB
- 初登板：2003年3月29日、対千葉ロッテマリーンズ2回戦（福岡ドーム）、9回表に3番手で救援登板・完了、1回無失点
- 初奪三振：同上、9回表に堀幸一から見逃し三振
- 初セーブ：2003年4月2日、対大阪近鉄バファローズ3回戦（大阪ドーム）、9回裏に4番手で救援登板・完了、1回無失点
- 初勝利：2003年5月3日、対千葉ロッテマリーンズ8回戦（福岡ドーム）、11回表2死に6番手で救援登板・完了、1/3回無失点

### 背番号
- 36（2003年）
- 62（2005年）